# Ivan IV di Russia
(Lettera di Ivan IV il Terribile ad Andrej Kurbskij)
Ivàn IV Vasìl'evič  (Иван IV Васильевич, nella grafia pre-riforma Іванъ Д Васильевичъ ; Kolomenskoe, 25 agosto 1530 – Mosca, 28 marzo 1584) è stato un sovrano russo, granduca di Mosca dal 1533 al 1547 e zar di tutte le Russie dal 1547 fino alla morte.
Durante il suo lungo regno, Ivan IV seppe imporre la Moscovia come principale potenza della Russia europea, arrivando a conquistare i khanati di Kazan' ed Astrachan' e ad estendere il dominio moscovita lungo l'intero corso del Volga. Sempre sotto il suo governo iniziò la lunga serie di guerre contro gli ottomani e il processo di conquista della Siberia. D'altra parte, la fallita conquista della Livonia impedì alla Moscovia di ottenere uno sbocco preferenziale sul Baltico. Fu il primo dei granduchi della Moscovia ad assumere il titolo di zar di tutte le Russie, titolo che nel 1561 fu approvato dal decreto del patriarca di Costantinopoli. Sul fronte interno, Ivan IV attuò, tra il 1565 ed il 1572, la politica dell'opričnina, durante la quale l'aristocrazia moscovita venne ferocemente purgata.
È noto anche come Ivan il Terribile (in russo Иван Грозный?, Ivan Groznyj ). La traduzione col termine "terribile" dell'aggettivo "groznyj" è molto ambigua: l'aggettivo "terribile", in russo "strašnyj" o "užasnyj", deriva da strah (paura) oppure užas (terrore). Invece, "groznyj" deriva da "groza" che può significare sia "tempesta", sia "minaccia". Pertanto il nome dello zar suona più come "Ivan il tonante" o "Ivan il temibile". Quest'aggettivo era usato dal popolo in maniera tutt'altro che negativa, dato che il sovrano tuonava e minacciava i boiardi, che molte volte nella storia russa si sono resi responsabili della disgregazione dello stato. Lo stesso aggettivo "groznyj" talvolta è attribuito anche a Ivan III; nella tradizione popolare russa Ivan III è conosciuto semplicemente come Ivan Vasil'evič (Иван Васильевич, "Ivan, figlio di Vasil"). 

## Biografia

### Nascita
Ivan Vasil'evič nacque il 25 agosto 1530 a Kolomenskoe, dal Gran Principe di Moscovia Basilio III Ivanovič e di Elena Glinskaja. Il padre Basilio, della casa dei Rjurikidi, aveva fatto annullare il proprio precedente matrimonio con Solomonija Saburova, che non era riuscita a concepire figli, costringendo la precedente moglie a farsi monaca e sposando, nel gennaio del 1526, Elena Glinskaja. Elena, dal canto suo, proveniva dalla potente famiglia dei principi Glinskij e, dal lato materno, discendeva dalla famiglia serba degli Jakšić.

### La reggenza di Elena Glinskaja
Il 3 dicembre 1533 Ivan, alla morte del padre, ascese al trono come Gran Principe di Mosca. Vista la sua giovane età, venne affidata la reggenza della Moscovia alla madre Elena. Nei cinque anni successivi il governo della Moscovia fu caratterizzato dai contrasti tra la reggente e i suoi sostenitori (all'inizio lo zio, Michail Glinskij, e, a seguito della sua morte, il principe Telepnëv-Obolenskij e il metropolita di Mosca Daniele) e i boiardi.
Già verso la fine del 1534 il principato di Moscovia venne a trovarsi sull'orlo di una guerra civile. Tuttavia, per evitare la presa di potere di una delle fazioni boiarde e per assicurare una tranquilla successione al proprio primogenito, la madre di Ivan IV, Elena, fece imprigionare e giustiziare molti nobili, tra cui i Principi russi fratelli dello stesso Basilio, accusandoli di aver cospirato contro di lei e di suo figlio. Le precauzioni prese da Elena non ebbero tuttavia successo: la sua morte avvenne in strane circostanze e probabilmente il decesso fu causato da avvelenamento. Per il piccolo Ivan questo avvenimento fu sconcertante: privato anche della madre, a cui era legato da un profondo vincolo affettivo, si ritrovò orfano a otto anni, con l'incombenza di governare uno stato e di tenere a bada una corte che, senza il freno della madre, non tardò a sprofondare nel caos più totale a causa dell'acuirsi delle lotte fra boiardi.

### Lo scontro tra i boiardi
Alla morte di Elena, i suoi principali sostenitori furono arrestati ed assassinati, mentre si scatenò la lotta per il potere tra le due più importanti famiglie boiarde, gli Šujskij e i Belskij. Queste due fazioni continuarono a combattersi tra di loro e, appena una aveva il sopravvento sull'altra, la Corte russa veniva decimata da stragi perpetrate dalla vincente contro coloro che venivano sospettati di tradimento. Le due famiglie iniziarono ad attingere al tesoro del principato e non esitarono ad utilizzare l'esercito moscovita per le proprie trame di potere.
Nel frattempo, con la Russia in piena guerra civile, nessuno si ricordò del suo legittimo regnante, il quale fu talmente trascurato da non essere nemmeno nutrito regolarmente. Ivan si aggirava tutto solo tra le grandi stanze del palazzo imperiale, dimenticato da tutti e circondato da omicidi, tradimenti e spietate lotte per il potere. L'unico appoggio che ricevette fu quello del suo futuro consigliere, Macario, il quale, eletto metropolita nel 1542, prese sotto la sua protezione il giovane Ivan e ne condivise il forte odio verso i boiardi.
Il clima di sospetto ed intrigo in cui Ivan IV si ritrovò a vivere durante la sua infanzia segnarono perennemente la psiche del giovane Zar: da qui, prima ancora che dal mero calcolo politico, nacque il suo odio esasperato contro le famiglie nobiliari e la strenua diffidenza verso tutto il genere umano. Per alcuni suoi biografi furono tutte le atrocità a cui Ivan IV dovette assistere, e a cui dovette far fronte, a trasformarlo in un crudele tiranno, tanto da farlo soprannominare "il Terribile" in età adulta.
La famiglia Šujskij, i cui membri erano stati elevati al ruolo di reggenti, cercò in ogni modo di controllare il ragazzo, così da poter avere carta bianca nel governo del paese. Ivan, che secondo le fonti fu fin da giovane di stazza erculea, allo scopo di confondere i boiardi si faceva credere un inetto; in realtà egli era in possesso di straordinarie doti di intelligenza e cultura, che lo portavano a passare la maggior parte del proprio tempo immerso nella lettura. Nel 1544, quando Ivan IV aveva quattordici anni, chiamò a sé due bracconieri di indubitabile fedeltà, ordinando loro di catturare e strozzare il capo famiglia Šujskij; egli stesso assistette alla morte del proprio nemico, con tranquillità, come se la cosa non lo toccasse affatto. Le cronache del tempo, provenienti dalla corte moscovita, ci riferiscono che dopo questo episodio i boiardi iniziarono a diffidare e a temere Ivan IV.
Dopo aver fatto capire che i rapporti di forza del principato di Moscovia si erano ribaltati a proprio favore, Ivan si circondò nella propria corte di giovani nobili che, per quattro anni, furono suoi sodali in giochi crudeli e molto stravaganti: si divertivano infatti, appena scesa la sera, a vagare per Mosca e a bastonare chiunque trovassero sulla loro strada, violentando le donne che avevano la sfortuna di incontrarli. Un altro "passatempo" cui erano particolarmente dediti era quello di gettare dei cani dalle torri del castello imperiale.

### I primi anni di regno

#### L'incoronaziona come Zar

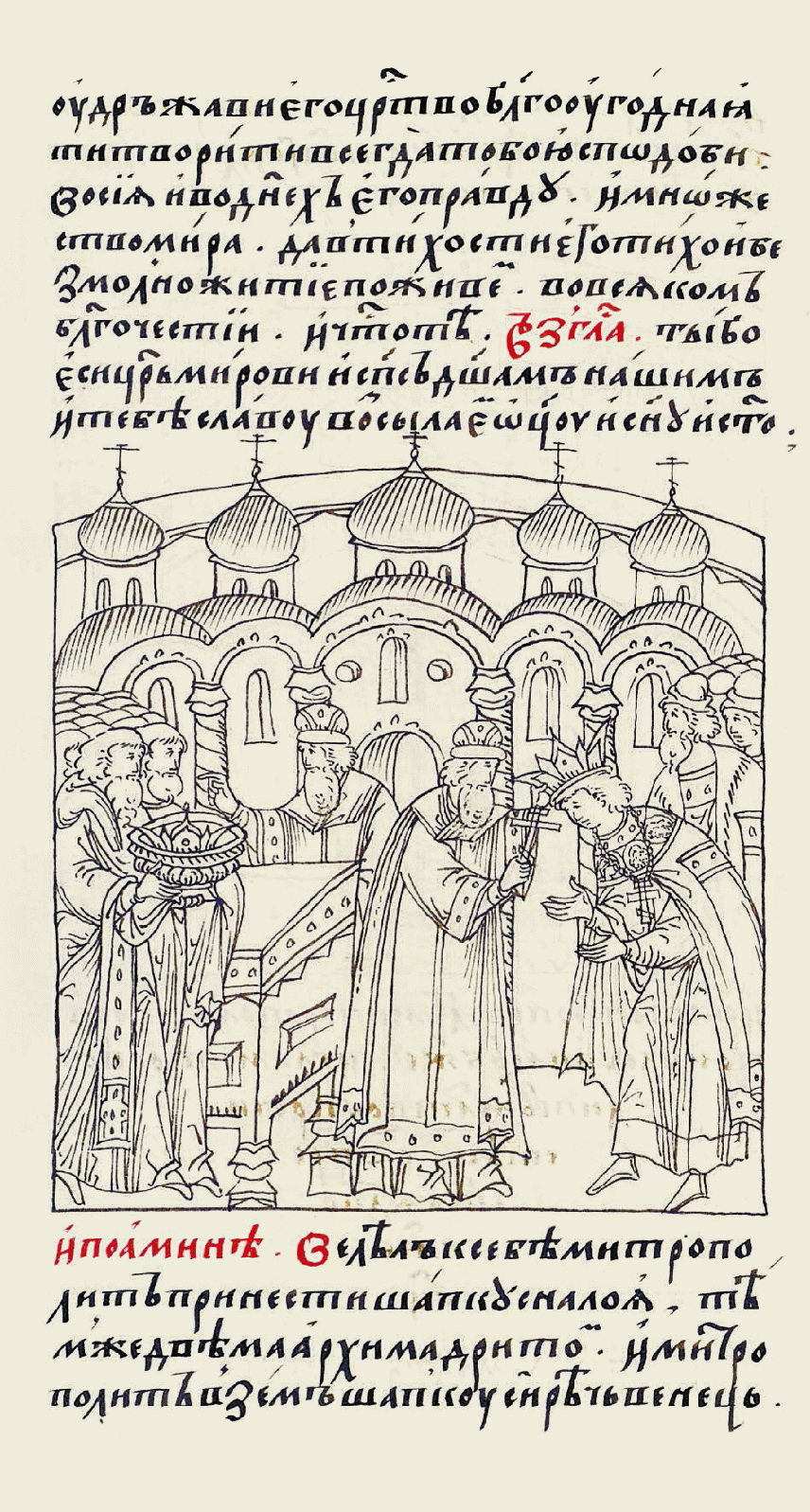
Incoronazione di Ivan IV (Cronaca illustrata di Ivan il Terribile)

Il 16 gennaio 1547, all'età di sedici anni Ivan IV fu ufficialmente incoronato zar di Russia, con la corona di Monomaco, nella cattedrale dell'Arcangelo Michele del Cremlino di Mosca.
Al momento dell'incoronazione, dopo aver dimostrato negli anni precedenti la propria intelligenza in ambito politico, Ivan si rivelò di un'ambizione tale da affermare che i simboli del Principato di Mosca, il globo con la croce e lo scettro, provenivano direttamente da Costantinopoli in quanto inviati da un Imperatore bizantino nel XII secolo a un proprio antenato, principe della dinastia Rurik. Giustificò, in questo modo, la propria decisione di assumere il titolo di zar, ossia Cesare (chiaro richiamo all'Impero romano), e fece assurgere Mosca al ruolo di Terza Roma. A ulteriore giustificazione di tale scelta vi era la circostanza che nelle vene di Ivan IV scorreva sangue imperiale bizantino poiché suo nonno, Ivan III di Russia, aveva sposato nel 1472, Zoe Paleologa, poi rinominata Sophia, figlia di colui che aveva il titolo onorario di imperatore romano (d'oriente), ossia Tommaso Paleologo, fratello degli ultimi due imperatori bizantini, Giovanni VIII Paleologo (1425-1448) e Costantino XI Paleologo (1449-1453). Per completare l'opera, infine, Ivan IV introdusse nello stemma imperiale russo il simbolo distintivo degli imperatori bizantini, ovvero l'aquila bicipite e non solo si nominò zar, ma scelse di persona anche la nuova zarina, come i basileus a Costantinopoli sceglievano la basilissa.
Emanò, infatti, un editto nel quale intimava a tutti i nobili russi di inviare a Mosca le proprie figlie in età da marito, in modo che lui stesso potesse scegliere la sua futura moglie. La pena per chi avesse tentato di non ubbidire prontamente a tale ordine sarebbe stata la morte. Le figlie dei boiardi che giunsero a Mosca furono all'incirca 1.500, e Ivan IV le osservò tutte attentamente, seguito dal proprio consigliere, e ad ognuna di esse regalò delle pietre preziose ed uno scialle con ricami dorati. Lo Zar scelse come sua compagna Anastasija Romanovna Zachar'ina, appartenente a una famiglia nobile di provincia e sorella di Nikita Romanovič Zachar'in-Jur'ev.
Tuttavia la sua scelta non fu gradita agli aristocratici moscoviti, che si sentirono offesi in primo luogo perché non era stata scelta una delle loro figlie ed in secondo perché loro non volevano servire e prestare giuramento a una nobildonna di poco conto venuta dalla provincia. Ivan IV in seguito avrebbe più volte apprezzato la scelta effettuata quel fatidico giorno, poiché il suo rapporto con la moglie si rivelò col tempo ottimo: cominciò, infatti, a fidarsi quasi solo ed esclusivamente di lei, che era una persona mite e fedele, e quando si trovava in sua compagnia non era soggetto a quei terribili sbalzi di umore che da pochi anni avevano cominciato a manifestarsi.

#### L'incendio di Mosca del 1547

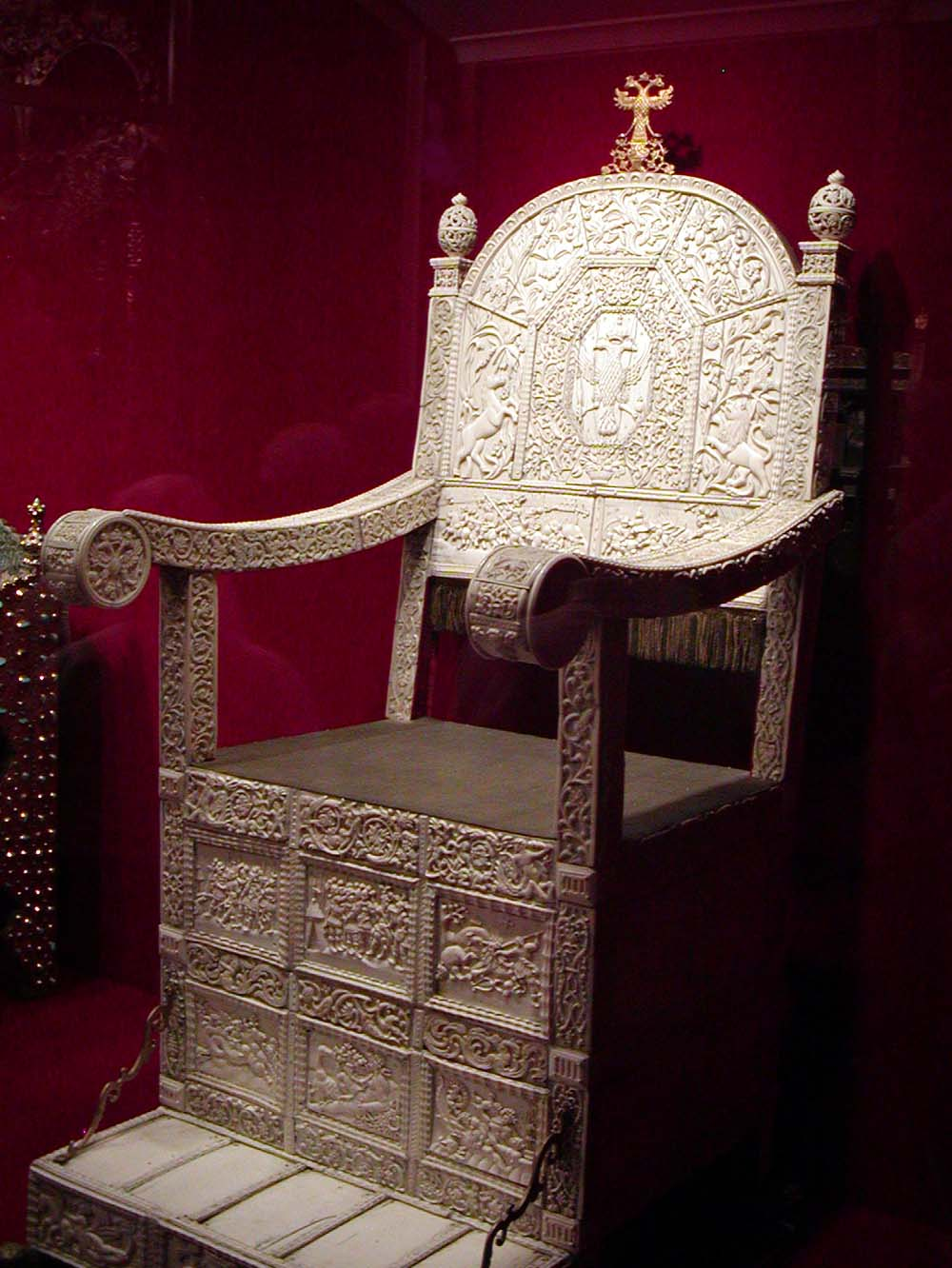
Il trono di Ivan IV

La crudeltà e il cinismo in Ivan IV crescevano tuttavia continuamente, come sta anche a testimoniare un avvenimento che si verificò nel 1547. In tale data si presentarono a corte alcuni rappresentanti di un villaggio del principato di Moscovia a lamentarsi riguardo al governatore della zona che, a loro dire, era ingiusto verso di loro. Ivan IV, per nulla interessato a tali doglianze e lamentandosi egli stesso di stare solo perdendo tempo, ordinò alle proprie guardie di prendere quegli uomini e, dopo averli cosparsi di acquavite, di bruciare loro le barbe.
Mentre i soldati stavano per eseguire l'ordine dello Zar furono fermati dall'avviso di un servo che annunciava che Mosca stava andando a fuoco. Il disastro fu inevitabile: la città fu in gran parte distrutta e persero la vita 17.000 abitanti; anche il palazzo imperiale andò a fuoco e non fu possibile salvarlo dalle fiamme. Dopo questo evento lo Zar fu colpito da un attacco di nervi, ma secondo i suoi biografi contemporanei tale esperienza giovò al suo modo di governare, che divenne più responsabile. Sembra infatti che avesse visto nell'incendio una punizione divina per i suoi peccati, tanto da spingerlo a pentirsi pubblicamente sulla Piazza Rossa, promettendo di governare da allora in poi nell'interesse del popolo. Successivamente, si circondò di un numero di consiglieri più moderati e meno accondiscendenti verso le sue intemperanze e riuscì inoltre a tramutare tale nefasto avvenimento in un successo politico, poiché il popolo ritenne responsabile dell'incendio la potente famiglia dei Glinski, parenti materni dello Zar, i cui esponenti di spicco vennero linciati dalla folla in tumulto.

#### Il "Buon consiglio"

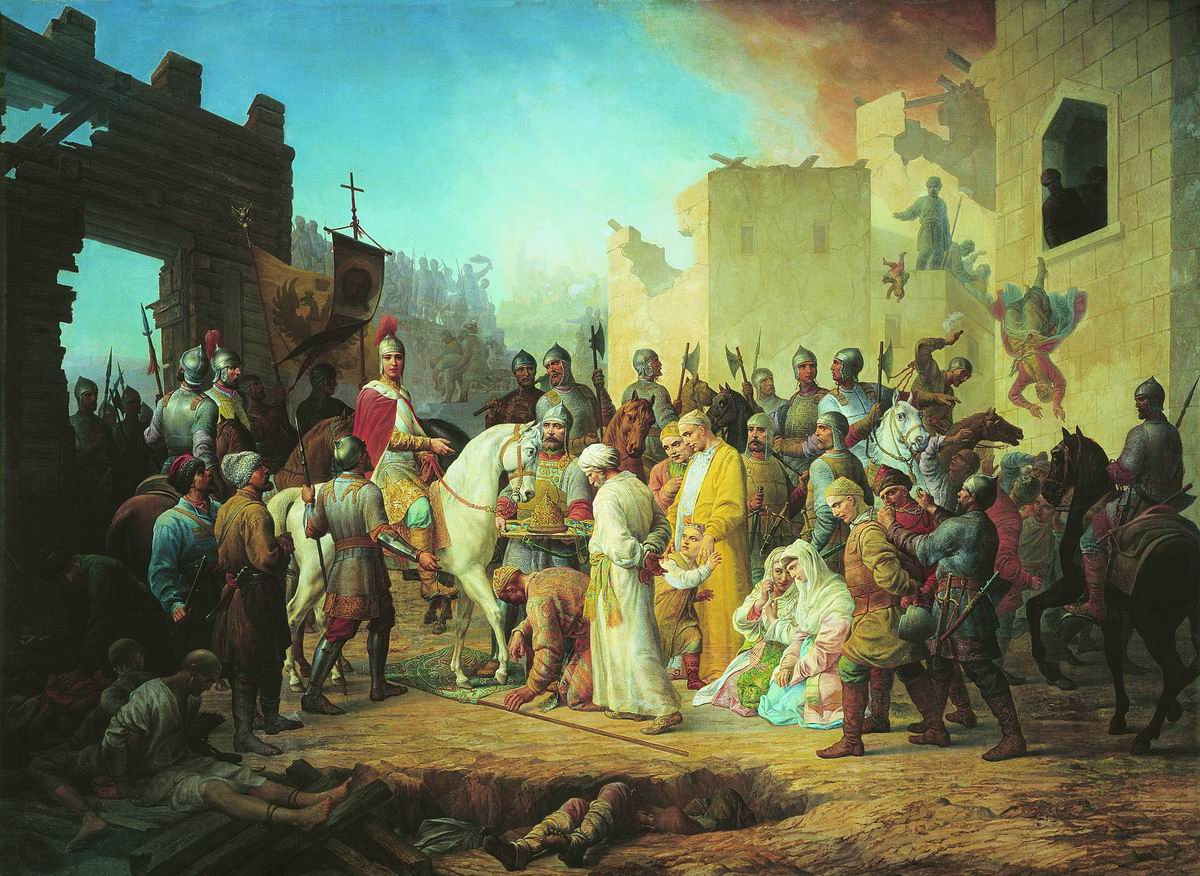
Entrata di Ivan IV a Kazan, Pëtr Šamšin (1894)

Iniziò, quindi, un periodo caratterizzato da una politica volta alla pace e alle riforme di modernizzazione dello stato. Innanzitutto nominò un ministro riformatore nella persona di Aleksej Fëdorovic Adašev. Volendo rafforzare la carica di Zar, in modo da renderla meno soggetta ai condizionamenti esterni, Ivan contrastò i funzionari e il clero corrotto, modificò il codice penale, convocò nel 1549 lo Zemskij Sobor (un parlamento su base feudale), con il quale costrinse i boiardi a ratificare in assemblea le sue decisioni in politica interna, e nel 1551 lo Stoglavyj sobor, concilio ecclesiastico diretto dallo stesso Ivan nel quale venne stabilita la subordinazione della chiesa allo stato e un complesso sistema di rituali e regole a cui la Chiesa ortodossa russa avrebbe continuato a sottoporsi nei secoli successivi.
Nel 1550 Ivan creò un esercito permanente, formato dagli strelizzi, grazie al quale riuscì a ottenere il controllo su tutti gli esponenti dell'alta nobiltà: l'appellativo "il Terribile" fu coniato proprio in tale occasione dalla fascia più bassa della popolazione e, lungi da avere una connotazione negativa, manifestava invece il rispetto dei più poveri verso il loro sovrano, che non esitava a usare il pugno di ferro sia con la nobiltà che li opprimeva, sia con i Tatari, autori da secoli di continue e sanguinose razzie nelle campagne.
A far risultare Ivan IV ancora più gradito al basso volgo, sopravvenne un suo discorso pubblico a Mosca nel quale si scusava con i propri sudditi di non averli difesi in passato contro i soprusi di certi boiardi, e annunciava che da quel momento in poi non sarebbe più accaduto nulla di simile. Concluse la propria orazione ergendosi a difensore dei deboli e mise subito in atto i propri intenti facendo immediatamente arrestare un gran numero di nobili.

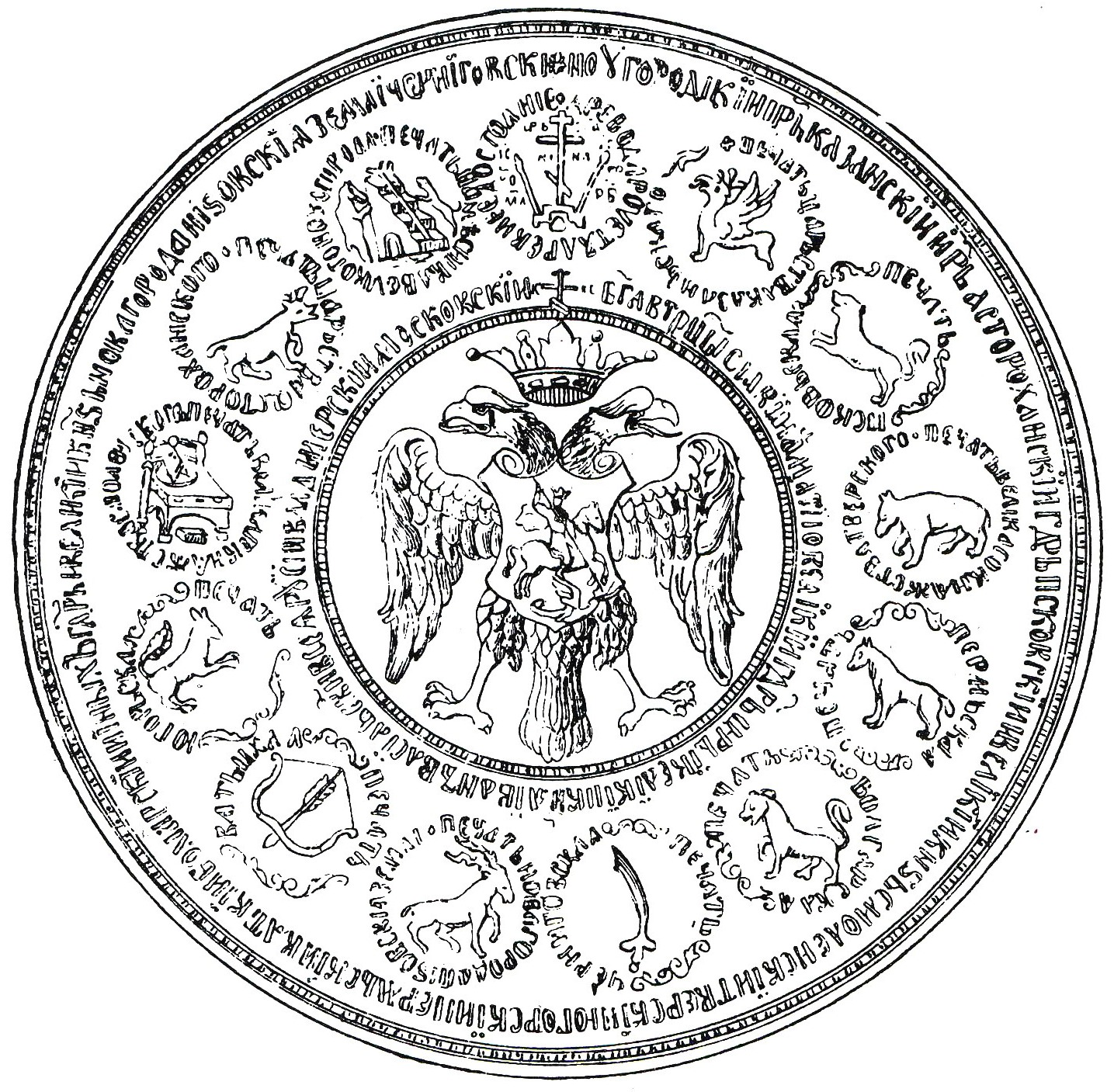
Il sigillo di Ivan IV il Terribile

La Russia iniziava in quel periodo ad ampliare le proprie rotte commerciali, aprendo ai mercanti inglesi il porto di Arcangelo sul Mar Bianco. Lo Zar era inoltre determinato a contrastare i continui assalti da parte dei Tatari sui suoi territori, e per far ciò decise nel 1551 di organizzare un grande esercito, di cui poi egli stesso si mise a capo, con l'obiettivo di attaccare i Khanati tatari. Conquistò i Khanati di Kazan' (1552) e di Astrachan' (1556), entità statali nate dalla dissoluzione del Khanato dell'Orda d'Oro. Durante tale periodo delegò al Metropolita Macario il compito di gestire gli affari interni della Moscovia, eleggendolo di fatto reggente.
La prima parte del regno di Ivan IV non fu solo caratterizzata da aspetti positivi: risale infatti a questo periodo la promulgazione delle prime leggi che restringono la libertà di spostamento dei contadini, leggi che daranno poi origine alla servitù della gleba.
Nel 1553 Ivan IV diede ordine ai suoi architetti di erigere una nuova chiesa a Mosca. Questa, originariamente costruita per festeggiare la presa di Kazan', sarebbe stata successivamente chiamata Cattedrale di San Basilio, in onore del santo Stolto in Cristo Basilio il Benedetto, con il quale Ivan aveva costruito uno stretto rapporto. La chiesa, che oggi si trova nel lato sud della Piazza Rossa, fu completata nel 1560, ma il risultato non fu di gradimento ai contemporanei che la definirono grottesca, con colori troppo accesi, e con una totale mancanza di simmetria. Ciò nonostante, allo zar piacque moltissimo, tant'è vero che diede l'ordine di accecare gli architetti, affinché non potessero costruire per qualcun altro una cosa altrettanto bella.
Avvenimento di notevole importanza storica che caratterizzò i primi anni di regno di Ivan fu altresì l'introduzione in Russia della prima pressa da stampa tipografica (sebbene i primi due stampatori Ivan Fëdorov e Pëtr Mstislavests siano stati in seguito costretti a fuggire da Mosca ed a rifugiarsi nel Granducato di Lituania).

### Tragedie, tradimenti e follia

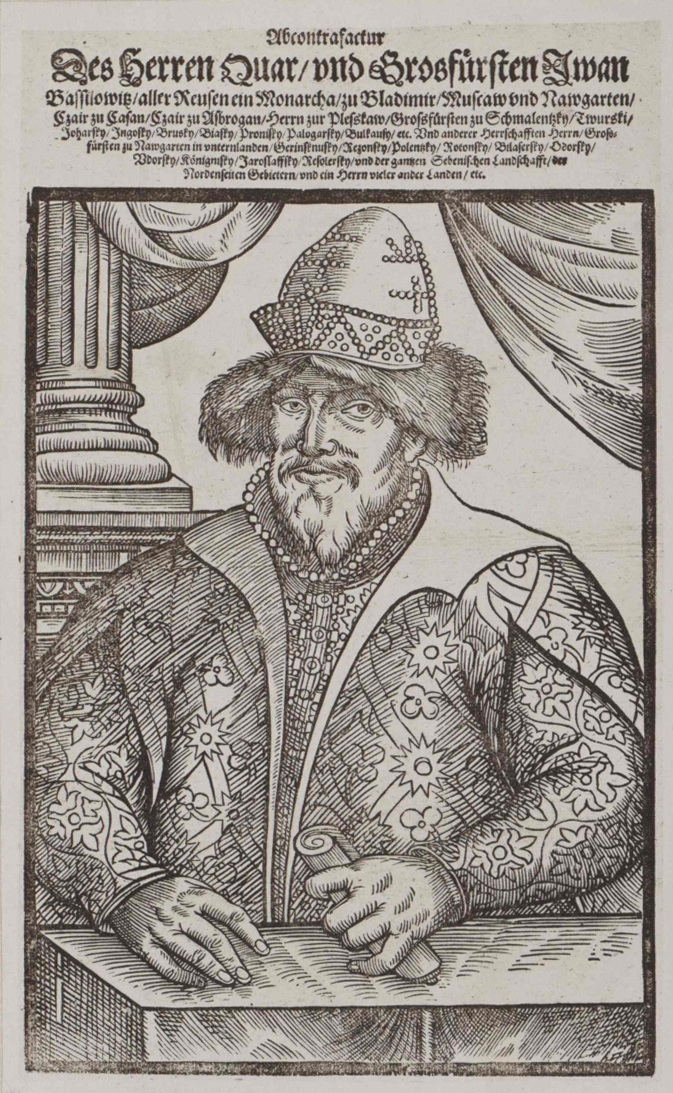
Ritratto di Ivan IV il Terribile

Un successivo conflitto iniziato per l'espansione del territorio e il controllo sui mari, durante il quale inizialmente i russi avevano conseguito un buon numero di vittorie, si trasformò in un'interminabile guerra contro Svedesi, Lituani, Polacchi e Ordine livoniano. Gli scontri militari si protrassero per ventidue anni e consumarono notevoli risorse. La Russia ne fu danneggiata sia dal punto di vista economico che da quello militare, senza ottenere alcun vantaggio territoriale.
Al termine del conflitto il miglior amico e consigliere di Ivan IV, il principe Andrej Kurbskij, tradì la fiducia dello Zar e fuggì in Polonia. Nel 1553 Ivan fu colpito da una violenta febbre e la sua salute peggiorò al punto tale che nessuno, tanto meno lo Zar stesso, avrebbe potuto credere in una sua guarigione. Per questo convocò i boiardi, a cui chiese di giurare fedeltà al figlio Dimitrij, che Ivan IV aveva prescelto come proprio erede e successore. Poiché però i nobili non avevano alcuna intenzione di promettere fedeltà a Demetrio, arrivarono persino a litigare davanti al morente Ivan IV sul nome di chi avrebbe dovuto sostituirlo sul trono di Mosca.
Ivan tuttavia, contro tutte le aspettative, guarì. Per ringraziare Dio del beneficio ricevuto, lo Zar intraprese un pellegrinaggio ma, mentre già era in viaggio, dovette far ritorno a Mosca a causa di una disgrazia che si era abbattuta sulla sua famiglia: il figlio Demetrio era caduto nel fiume Šeksna nel quale era morto annegato. Il dolore di Ivan fu immenso e a questo si sommò quello per la perdita, nel 1560, dell'amatissima moglie Anastasia, una delle pochissime persone di cui si fidasse, che pare fosse stata assassinata dai boiardi.
Dopo la morte di quest'ultima, lo Zar sembrò essere sull'orlo della follia ma un anno dopo prese in sposa in seconde nozze Marija Temrjukovna, una principessa cabardina. Anche se secondo i contemporanei Maria era la vera fautrice delle decisioni dello Zar, non fu mai veramente amata da Ivan IV, il quale disapprovava il suo modo di comportarsi. La Zarina morì nel 1569, dopo di lei Ivan IV si sarebbe sposato altre sei volte.

### L'Opričnina

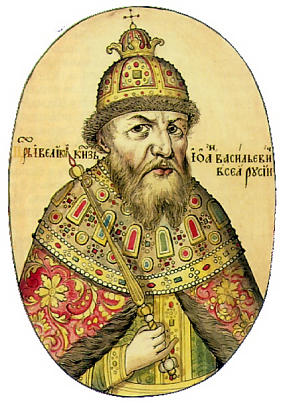
Ivan IV il Terribile

Il 3 dicembre 1564 Ivan IV si allontanò con la propria famiglia, e con tutti i suoi servi, dal palazzo imperiale di Mosca, per stabilirsi nel villaggio di Aleksandrov, portando con sé le sue insegne imperiali e il tesoro di corte. Lo Zar faceva affidamento sul fatto che i nobili, divisi in fazioni e incapaci di trovare un accordo su come governare la Moscovia, gli avrebbero spontaneamente chiesto di tornare al potere, accettando tutte le condizioni che ciò avrebbe comportato.
Il 3 gennaio 1565 inviò al Metropolita di Mosca, Atanasio, una lettera nella quale accusava i boiardi della disgregazione in cui si trovava il paese e di crimini, manifestando altresì l'intenzione di abdicare. Ordinò tuttavia a suoi fedeli rimasti a Mosca di leggere due suoi proclami per le strade della capitale: in uno accusava i boiardi di maltrattare il popolo e annunciava che avrebbe abdicato, nel secondo smentiva l'abdicazione e affermava di averla semplicemente usata come minaccia.
Il tentativo si rivelò efficace: temendo un nuovo periodo di disordini, una delegazione, composta dal Metropolita, dai boiardi (che temevano la degenerazione della situazione politica interna e di essere accusati di tradimento) e dai mercanti (delegazione appoggiata dal popolo, fedele allo Zar), si recò ad Aleksandrov, richiedendo il ritorno al potere dello Zar. Il sovrano pose una sola condizione, la cui accettazione lo avrebbe reso illimitatamente potente: il clero avrebbe dovuto rinunciare al suo diritto di intercessione nei confronti dei ceti più deboli e i boiardi avrebbero dovuto rinunciare alle garanzie di una giustizia equa. La delegazione fu costretta ad accettare. Al suo ritorno a Mosca lo Zar parve cambiato, le cronache (molte delle quali provengono tuttavia dal partito a lui avverso) riportano che i suoi occhi si erano infossati, profonde rughe erano comparse sul suo viso e il suo fisico era deperito.
Nel corso dello stesso mese, un ukaz dello zar divise il territorio della Moscovia in due parti: la zemšcina, la quale conservava la passata amministrazione zarista, e l'Opričnina, sulla quale Ivan deteneva un potere illimitato. Quest'ultima corrispondeva a più di un terzo dell'intero regno e comprendeva i migliori terreni coltivabili, parti delle città più grandi e della stessa Mosca. Nella medesima occasione, Ivan IV creò la milizia degli Opričniki, una truppa scelta di 1.000 uomini, che aveva il dovere di obbedirgli fedelmente. Questi uomini, cui il popolo ben presto affibbierà il soprannome di Truppa di Satana (per il terrore che diffondevano tra i boiardi), circolavano vestiti completamente di nero e avevano come segni distintivi una scopa e la testa di un cane, che simboleggiavano allegoricamente la loro missione: fiutare il tradimento e spazzarlo via. Portavano queste effigi sulle selle dei loro cavalli, soprannominati Neri dell'Inferno. Il più famoso tra i comandanti di queste bande fu Maljuta Skuratov, spietato esecutore degli ordini dello Zar e suo uomo di fiducia.

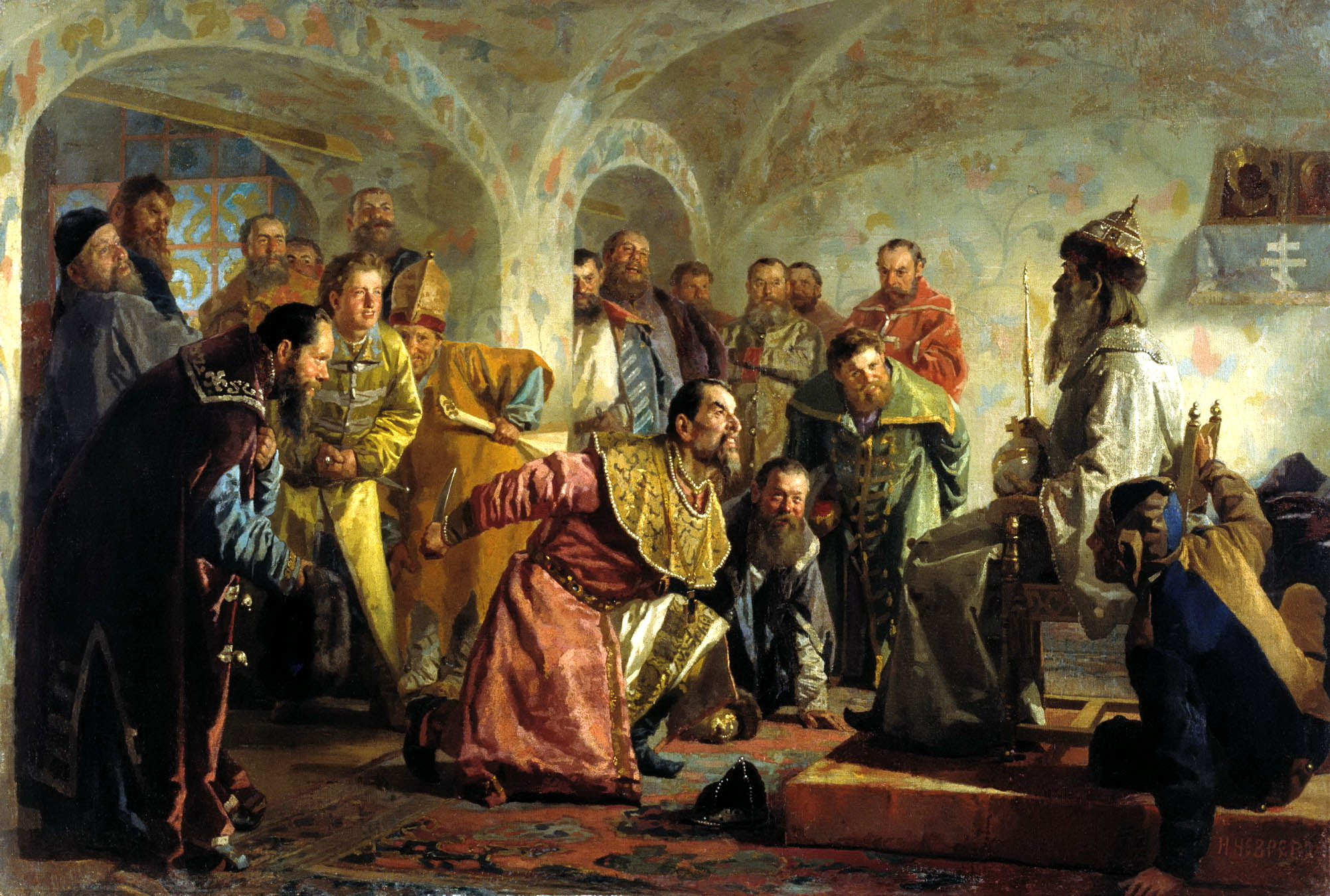
"Opričniki", opera di Nikolaj Vasil'evič Nevrev

Durante questi eventi, le condizioni di sanità mentale dello Zar peggiorarono: testimonianza di ciò ci è fornita dalle cronache del tempo, per lo più provenienti da autori contrari alle politiche zariste, che ci raccontano di come l'Imperatore si alzasse all'alba per pregare quattro ore di fila insieme a tutta la sua corte. Chi fosse stato assente o sorpreso a non pregare con fervore poteva essere incarcerato o anche ucciso. Dopo tali funzioni, a cui spesso si accompagnavano esecuzioni capitali, lo Zar e la sua corte si davano alla vita mondana, partecipando a banchetti, visitando infine i sotterranei, dove erano presenti le camere di tortura.
L'istituto dell'Opričnina perdurò dal 1565 al 1572, sette anni durante i quali Ivan si sforzò con tutte le sue forze di annientare i suoi avversari e di mutare il sistema di governo russo tramutandolo in un'autocrazia assoluta. I boiardi, duramente perseguitati e privati delle loro terre, cercarono inizialmente, tramite una decisione dello Zemskij Sobor del 1566, di dissuadere il sovrano, e successivamente giunsero a chiedere l'intervento militare della Lituania. Ivan, dopo essere riuscito a intercettare il loro messo, fece imprigionare i sediziosi e li condannò a morte. Il Metropolita Filippo, che aveva cercato di intercedere presso lo Zar per i nobili tenuti prigionieri, fu ucciso, e tale fine fecero anche due cugini di Ivan, Vladimir di Starica e il figlio, costretti dal sovrano ad avvelenarsi perché sospettati di complotto.
Ivan ordinò l'uccisione di molti nobili e contadini e introdusse la coscrizione obbligatoria per consolidare l'esercito che stava combattendo la Guerra di Livonia. Spopolamento e carestie si susseguirono; quelle che erano state le più ricche zone della Moscovia divennero le più povere. Tra il 1569 e il 1570 respinse un tentativo dei turchi di conquistare Astrachan'.
Nel 1570 lo Zar, avendo saputo che i capi boiardi della rivolta erano alcuni nobili di Novgorod, inviò i suoi opričniki con l'ordine di saccheggiare la città e di uccidere tutti i suoi abitanti. Si fece poi stilare una lista di tutti i morti, che presentò nei monasteri russi, chiedendo ai loro egumeni di celebrare messe di suffragio. Fonti di parte riferiscono che la cifra dei morti oscillerebbe tra le trentamila e quarantamila anche se, a livello ufficiale, si contano 1500 caduti tra i nobili e lo stesso numero tra la gente comune. Sulla strada di ritorno verso Mosca, gli opričniki attaccarono e devastarono i possedimenti dei boiardi, massacrando ogni nobile. Lo stesso anno, credendo che due dei capi delle sue truppe scelte, Aleksej Basmanov e Afanasij Vjazemskij, avessero ordito una congiura, Ivan li fece arrestare e condannare a morte.

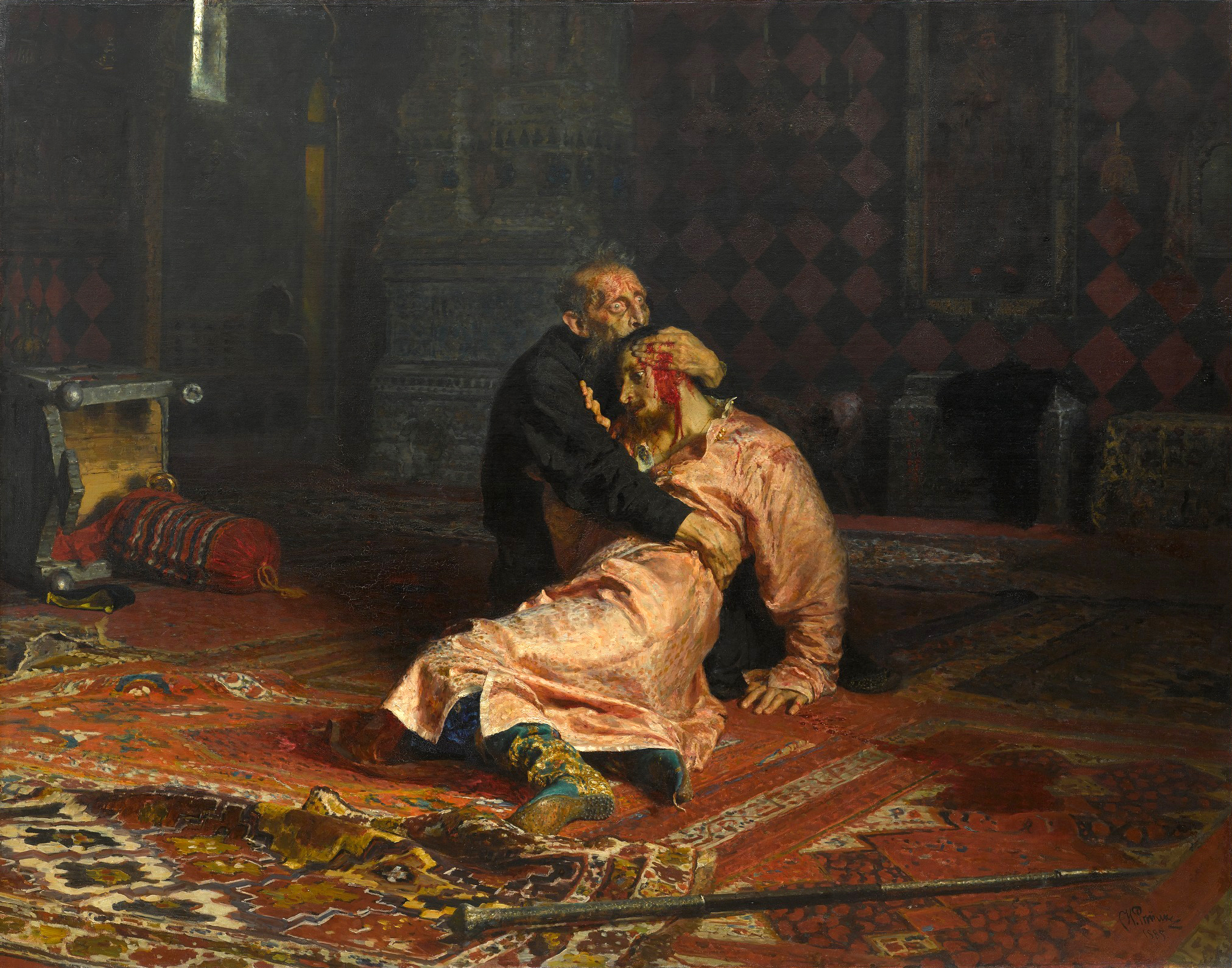
Dipinto di Il'ja Repin raffigurante Ivan IV che abbraccia il figlio, il Principe Ivan, ucciso in uno scatto d'ira

Ivan IV iniziò a dubitare dell'utilità dell'Opričnina dopo l'esecuzione dei due comandanti. Solo allora comprese che i membri della sua truppa scelta avrebbero potuto tradirlo con facilità alla prima occasione. Ivan IV era giunto a credere che la terza moglie, Marfa Sobakina, morta quindici giorni dopo il matrimonio, fosse stata avvelenata dagli opričniki. Inoltre la truppa in quel periodo aumentò a 6.000 uomini, la cui "fame" di bottino spingeva a razziare la Zemšcina di propria spontanea iniziativa, senza aver prima ottenuto alcuna autorizzazione da parte del sovrano.
Nella primavera del 1571 i Tartari della Crimea invasero la Moscovia e arrivarono fino alle porte di Mosca, distruggendo una parte della città. Durante l'avanzata, gli Opričniki non fecero nulla per opporsi agli invasori, probabilmente corrotti dal Khan tartaro.
Tutte queste circostanze costrinsero Ivan IV a tornare sui propri passi: nel luglio 1572 una nuova ukaz abolì l'istituto dell'Opričnina e sciolse le truppe degli Opričniki. I fondi dell'Opričnina furono quindi fusi con i terreni della zemšcina e fu consentito ai precedenti proprietari di ritornare nei possedimenti abbandonati sette anni addietro. Leggenda vuole che, al momento della sua abolizione, lo Zar avesse minacciato fortissime pene a chiunque avesse fatto menzione di questo istituto come di una cosa realmente esistita.
Gli storici russi ritengono che il periodo di "terrore" dell'Opričnina abbia causato la morte di almeno 10.000 uomini, provocando, inoltre, un notevole numero di carestie ed esodi di massa di contadini. Il commercio subì un duro colpo e ci sarebbero voluti diversi anni prima che questa traumatica esperienza si cicatrizzasse nel tessuto sociale dalla Moscovia.

### Gli ultimi anni di regno

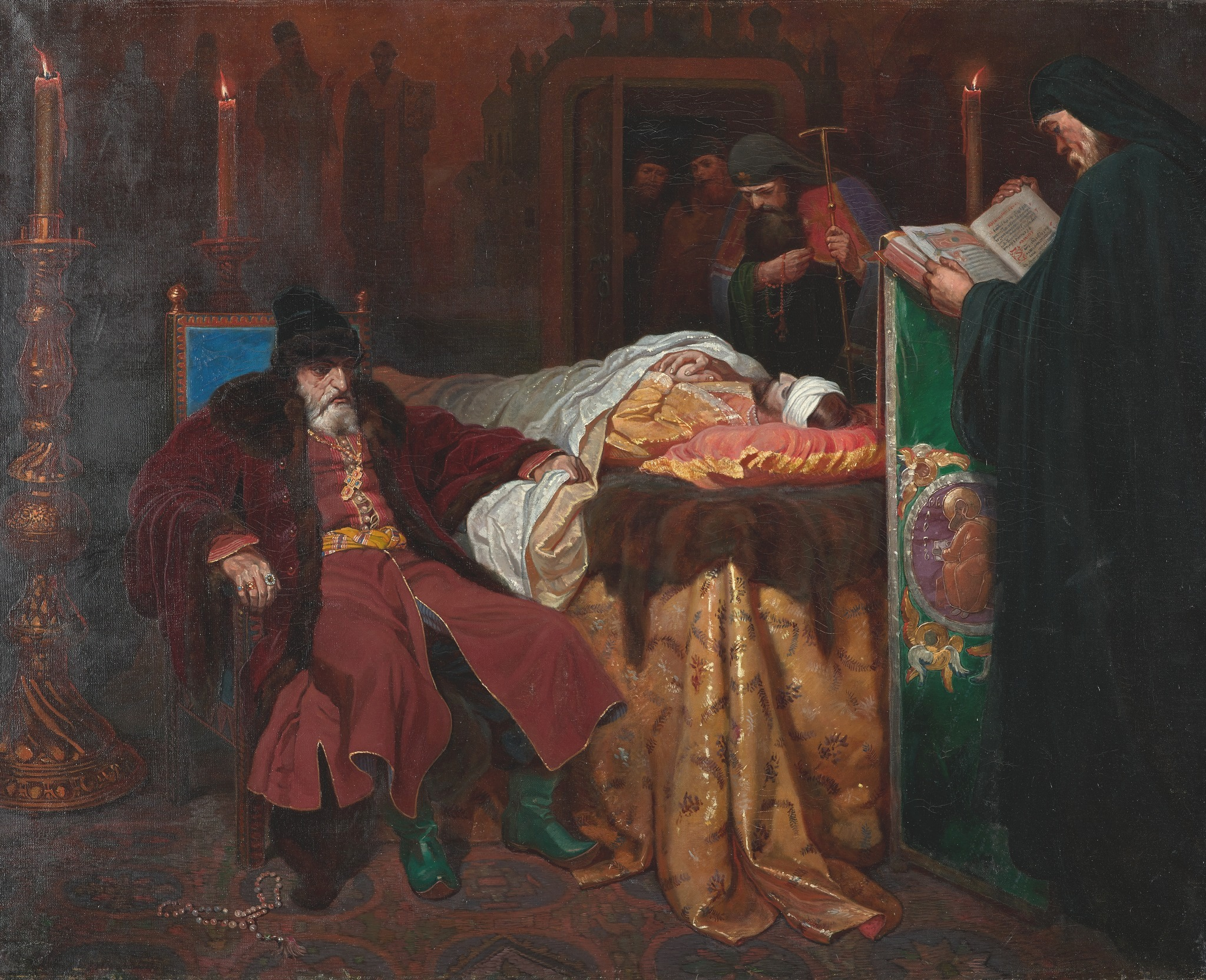
Ivan IV veglia il cadavere del figlio, il Principe Ivan, steso sul suo letto di morte, in un dipinto di Vjačeslav Švarc

Nel novembre del 1581, Ivan picchiò violentemente la propria nuora, incinta di un figlio, per avere indossato vestiti troppo appariscenti, causandole un aborto. Suo figlio, anch'egli chiamato Ivan, appena venuto a sapere dell'accaduto, ingaggiò un litigio furibondo con il vecchio Zar, durante il quale quest'ultimo colpì la testa del figlio con la punta in ferro del proprio bastone, causandone la morte. Disperato per ciò che aveva fatto, Ivan iniziò a vagare per i corridoi del suo palazzo imperiale, urlando, sbattendo la testa contro i muri e dicendo che non era degno di essere lo Zar di tutte le Russie. Riunì in seguito i boiardi, annunciando che voleva abdicare e chiedendo loro di scegliere il proprio erede. I boiardi, temendo di essere accusati di complotto, rifiutarono di adempiere alla sua richiesta.
Nel 1582 Ivan IV ratificò l'annessione del Khanato di Qasim, ormai da decenni Stato fantoccio nelle mani della Moscovia. Negli anni seguenti, grazie all'impegno della famiglia degli Stroganov e di un gruppo di Cosacchi guidati dal bandito Ermak, la Russia annesse il Khanato di Sibir, conquistando in tal modo la Siberia occidentale.
Verso l'inizio del 1584 Ivan IV si ammalò gravemente e, capendo che oramai era in punto di morte, chiamò a sé il debole e forse ritardato mentale figlio Fëdor, nominandolo proprio erede al trono. Gli raccomandò di governare con giustizia e saggezza e di evitare in ogni maniera la guerra, perché la Russia non era pronta per un conflitto. Con il timore della morte Ivan IV cercò il perdono divino, e quindi prese gli ordini monastici con i quali si sentiva certo di espiare tutti i suoi peccati.
Credenza popolare vuole che Ivan sia morto mentre giocava a scacchi, molto probabilmente con la sua guardia del corpo Bogdan Belskij, il 18 marzo 1584. Quando la tomba di Ivan fu aperta per una serie di restauri voluti dal governo sovietico negli anni Sessanta del XX secolo, le sue ossa furono analizzate e fu scoperto che le stesse contenevano una quantità di mercurio tale da far ritenere con buona probabilità che il sovrano fosse stato avvelenato. I sospetti degli storici moderni ricadono sui suoi consiglieri Fëdor Belskij e Boris Godunov (che divenne Zar nel 1598). Tre giorni prima, infatti, Ivan aveva cercato di stuprare Irina, sorella di Godunov e moglie di Fëdor. Le urla della donna attirarono Godunov e Belskij che, dopo essere stati testimoni di tale evento, dovettero considerarsi vicini alla morte, nonostante Ivan avesse nel frattempo lasciato scappare la donna. La tradizione riferisce che entrambi avvelenarono o strangolarono lo Zar temendo per le proprie vite. Il mercurio trovato potrebbe essere tuttavia stato utilizzato dal sovrano per un trattamento contro la sifilide, di cui voci di corte ritenevano Ivan affetto.
Il primo Zar giocò un ruolo molto importante nella storia della Russia, riuscendo a sopprimere i khanati tartari ed espandendo i territori della Moscovia. Iniziò inoltre una politica di apertura verso l'Europa, tentando di far uscire la Russia dal suo isolamento: tale politica sarebbe stata portata avanti dai suoi successori.
Dopo la morte di Ivan IV la Moscovia, indebolita e devastata, passò in eredità al figlio Fëdor I, ma le sue cagionevoli condizioni di salute e il suo stato mentale alterato gli impedirono di affermare la propria personalità di sovrano e di sviluppare una politica autonoma.
Sulla vita di Ivan IV fu girato un film, dal regista Sergej Michajlovič Ėjzenštejn. Il film fu diviso in tre parti, di cui l'ultima non fu tuttavia portata a compimento a causa della morte del regista.

## Matrimoni di Ivan IV

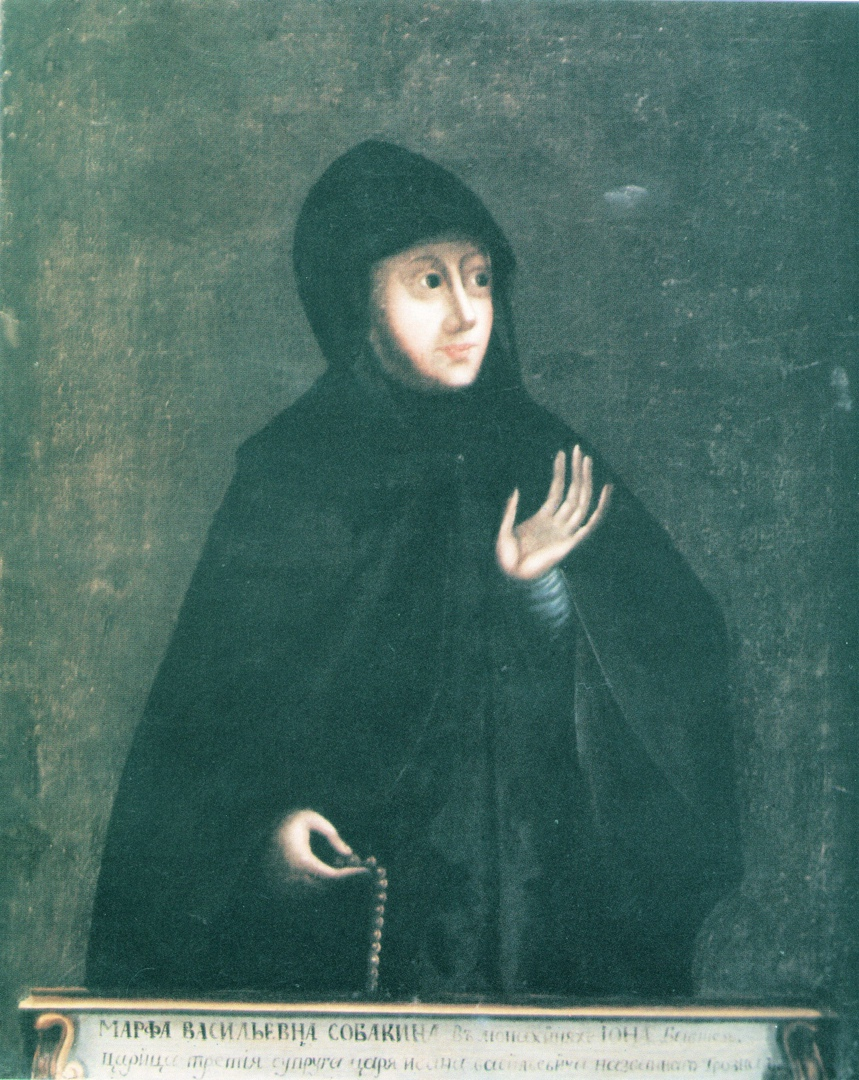
La Zarina Marfa Vasil'evna Sobakina in un ritratto seicentesco.

Ivan IV ebbe almeno sei (o otto) mogli, anche se solo quattro di loro furono riconosciute come Zarine dalla Chiesa Ortodossa russa. Tre di loro furono presumibilmente avvelenate dai nemici dello Zar o da famiglie aristocratiche rivali che avrebbero voluto promuovere le loro figlie ad essere le spose di Ivan IV.

### Matrimoni confermati
1. Anastasija Romanovna Zachar'ina (1530 – 7 agosto 1560), sposata il 3 febbraio 1547, morì avvelenata. Da lei Ivan IV ebbe:
  1. Zarevna Anna Ivanovna (10 agosto 1548 – 20 luglio 1550);
  2. Zarevna Marija Ivanovna (17 marzo 1551 – ?);
  3. Zarevic Dmitrij Ivanovič (11 ottobre 1552 – 26 giugno 1553);
  4. Zarevic Ivan Ivanovič (28 marzo 1554 – 19 novembre 1581);
  5. Zarevna Evdokija Ivanovna (26 febbraio 1556 – giugno 1558);
  6. Zarevic Fëdor Ivanovič (31 maggio 1557 – 17 gennaio 1598), futuro Zar di Russia.
2. Marija Temrjukovna (c.1544 – 1º settembre 1569), sposata il 21 agosto 1561, morì avvelenata. Da lei Ivan IV ebbe:
  1. Zarevic Vasilij Ivanovič (21 marzo 1563 – 3 maggio 1563).
3. Marfa Vasil'evna Sobakina (1552 – 13 novembre 1571), sposata il 28 ottobre 1571, morì avvelenata.
4. Anna Alekseevna Koltovskaja (c.1552 – 5 Aprile 1626), sposata il 29 aprile 1572, venne ripudiata.
5. Anna Vasil'čikova (? – c.1576/1577), sposata nel gennaio 1575, venne ripudiata.
6. Marija Fëdorovna Nagaja (8 febbraio 1553 – 28 giugno 1608/1612), sposata nel 1581. Da lei Ivan IV ebbe:
  1. Zarevic Dmitrij Ivanovič (19 ottobre 1582 – 15 maggio 1591).

### Matrimoni non confermati

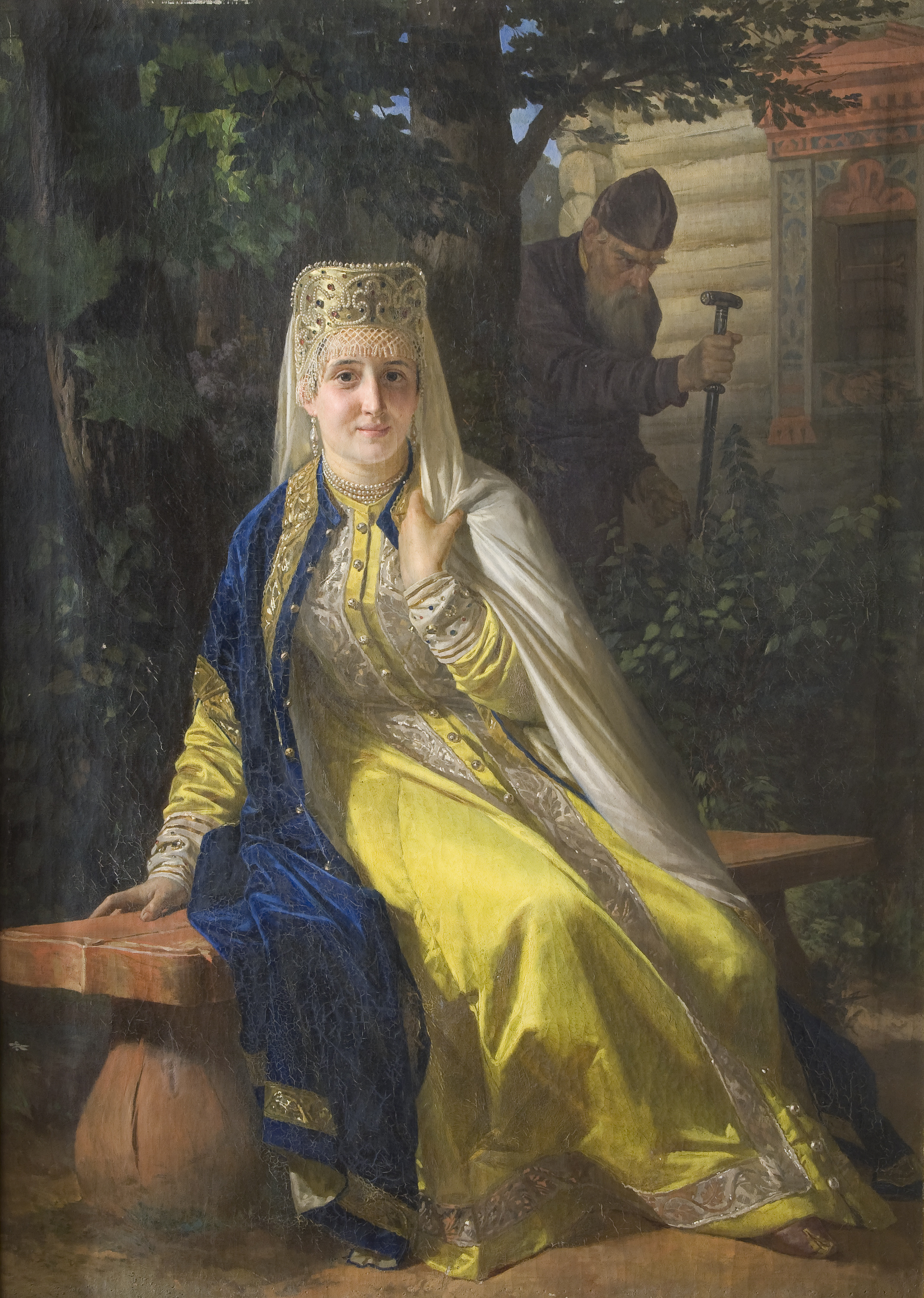
La (possibile) Zarina Vasilisa Melent'eva in un ritratto ottocentesco.

1. Vasilisa Melent'eva (1540? – 1579), sposata presumibilmente nel 1575, venne ripudiata. La sua esistenza è dubbia, anche se sono stati recentemente trovati documenti che attestano la sua esistenza e confermano il suo matrimonio con lo Zar. Secondo altre fonti, fu semplicemente una Concubina di Ivan IV.
2. Marija Dolgorukaja (? – 1580), sposata presumibilmente nel 1580, venne fatta assassinare. La sua esistenza è dubbia, anche se nel 1866 venne trovato un manoscritto nella Biblioteca Pubblica Imperiale che conferma la sua esistenza. Su di lei vi sono poche notizie e alcuni storici tendono a credere che non sia mai esistita.

## Lo Zar e la religione

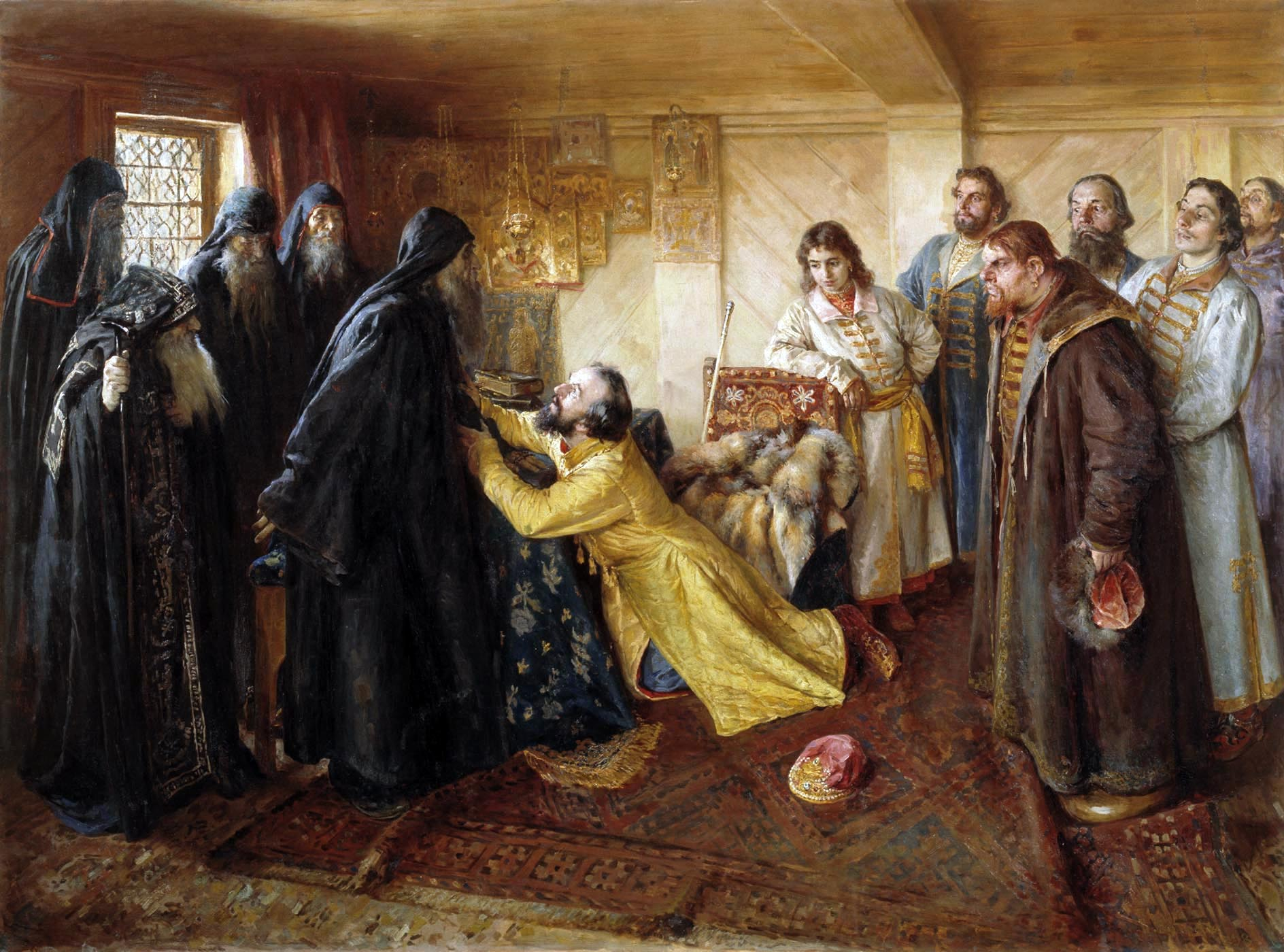
Ivan IV che chiede a un religioso di conferirgli gli ordini monastici

Il rapporto di Ivan il Terribile con la religione fu di certo controverso e non privo di ambiguità. Se da un lato lo Zar non aveva avuto nessuna esitazione a diminuire in modo drastico i poteri della Chiesa ortodossa russa, emanando leggi che di fatto ne diminuivano l'autonomia autoregolamentativa, e successivamente ad inviare il proprio più fedele sicario ad assassinare il Metropolita Filippo, dall'altro si mostrò spesso incline a un misticismo che parve più volte sconfinare nella mera superstizione. Ad esso, oltre che alla sua proverbiale impulsività, va attribuita la decisione di intraprendere un pellegrinaggio dopo essere stato salvato, a suo parere miracolosamente, dalla malattia che nel 1553 era stata prossima ad ucciderlo, o la decisione, negli ultimi anni della propria vita, di prendere gli ordini monastici.
Preme inoltre far notare il particolare rapporto che ebbe con alcuni uomini, glorificati poi santi, primo fra tutti il già citato Basilio il Benedetto. Lo Stolto in Cristo, godendo di un particolare status di impunibilità che Ivan era il primo a sancire e riconoscere, era solito insultare pubblicamente lo Zar non appena questi pareva allontanarsi dai precetti cristiani. Illuminante a questo proposito è l'aneddoto secondo cui durante una funzione religiosa Basilio rimproverò Ivan davanti a tutta la Corte di non prestare la dovuta attenzione essendo troppo impegnato a pensare al nuovo palazzo che aveva intenzione di erigere sul monte dei Passeri: si narra che da quell'episodio il sovrano iniziò a temere il santo, che era stato capace di leggergli nella mente, e a manifestare verso di lui un rispetto ancora più grande. Tale rispetto lo porterà ad accorrere nell'agosto del 1557 al capezzale di Basilio morente e a portare il feretro del santo durante il funerale.
Altro santo, sempre Stolto in Cristo, con il quale Ivan si racconta essersi incontrato, fu Nicola di Pskov il quale osò affrontare nel 1570 l'ira dello Zar arrestandosi dinnanzi a lui e ordinandogli di cessare il massacro in atto nella sua città. Si narra che Pskov, a differenza di Novgorod, si salvò dalla vendetta del sovrano per la defezione in campo lituano di alcuni suoi boiardi proprio grazie alla grande dose di timore e rispetto che Ivan provava per gli appartenenti a questa particolare condizione ascetica.
Il rapporto con i santi, lungi dall'essere esclusivamente personale, si fondava anche sulla venerazione delle reliquie alle quali Ivan, peraltro in linea con lo spirito del suo tempo, attribuiva una valenza "magica". Già durante il proprio auto-esilio ad Aleksandrov lo Zar aveva portato con sé, oltre al tesoro reale, anche le reliquie presenti a Mosca, utilizzandone il possesso per estorcere ai boiardi l'Opričnina.
Nel 1551, prima della spedizione militare contro il Khanato di Kazan', Ivan si recò in pellegrinaggio a Rostov, presso il monastero fondato da Abramo di Rostov, dove i monaci gli mostrarono il bastone con cui si narra che tale santo avrebbe distrutto la statua di Veles, un dio pagano venerato nella zona. Credendo che tale bastone potesse procurare lui la vittoria contro i tatari infedeli lo asportò dal tempio e lo portò con sé durante la guerra.

## L'immagine di Ivan nelle favole russe

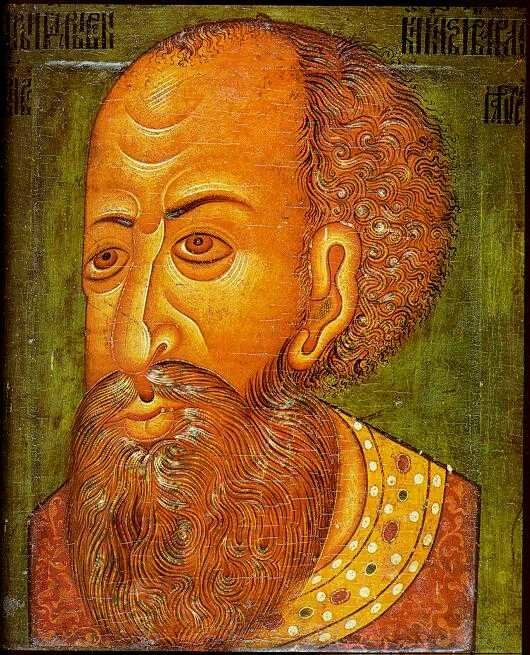
Ivan IV il Terribile

I racconti e le fiabe tramandateci dal folklore russo riguardanti Ivan IV sono in netto contrasto con quanto gli storici hanno sempre affermato sulla sua figura ed il suo regno. Come sostiene lo studioso Jack V. Haney, le fiabe popolari «che riguardano Ivan IV, conosciuto come "il Terribile", sono molto interessanti in quanto ritraggono il primo Zar ortodosso di tutte le Russie in una luce piuttosto diversa da quella tramandataci degli storici». Dallo studio di una grande varietà di fiabe, infatti, l'immagine predominante che ne emerge è senza dubbio positiva. Maureen Perrie sostiene che dal momento che è dipinto come «l'amico della gente comune e il nemico dei boiardi, lui [Ivan] è considerato uno Zar buono». Nelle fiabe, infatti, lo Zar è tipicamente descritto come un «alleato e protettore degli oppressi contro i loro comuni nemici, di cui in primo luogo i nobili».
Un esempio di tale tendenza può essere evidenziato in una fiaba rinvenuta e trascritta dallo studioso Samuel Collins, in cui nasce un'amicizia tra lo Zar, celatosi in modo da sembrare un comune suddito, e un ladro di strada. Un giorno il ladro chiede a Ivan se vuole andare a rubare con lui e lo Zar acconsente: dopo aver asportato un discreto quantitativo di merce in alcuni negozi al mercato, Ivan volle provare la fedeltà dell'amico suggerendogli di rubare il tesoro reale. A tale suggerimento il ladro schiaffeggiò il volto di Ivan dicendogli "Ho rubato per anni, ma non mi sognerei mai di derubare il mio Zar!". La storia continua con la proposta da parte del ladro di derubare i boiardi con la motivazione che loro avrebbero guadagnato i soldi sfruttando la povera gente. Commosso dalla fedeltà e dal rispetto che l'uomo sosteneva avere per il proprio sovrano, Ivan si palesò allora nella sua vera identità e chiese al giovane ladro di diventare suo consigliere.
La fiaba di Collins mostra chiaramente come lo Zar fosse considerato dai poveri alla stregua di un alleato eroico, sempre pronto a combattere insieme al volgo la classe dei boiardi: accettando di fornire il proprio aiuto al ladro, lo Zar implicitamente ne legittima le azioni. Conseguentemente l'immagine che se ne trae non è affatto quella di un sovrano sanguinoso e senza scrupoli, ma piuttosto quello di un Re gentile e compassionevole con i propri sudditi.

## Ascendenza
|                                 |                        |                            | Genitori                 |  |  | Nonni |  |  | Bisnonni             |  |  | Trisnonni            |  |
|                                 |                        |                            |                          |  |  |       |  |  | Vasilij II Vsil'evič |  |  | Vasilij I Dmitrievič |  |
|                                 |                        |                            |                          |  |  |       |  |  | Vasilij II Vsil'evič |  |  | Vasilij I Dmitrievič |  |
|                                 |                        | Sofia                      |                          |  |  |       |  |  | Vasilij II Vsil'evič |  |  |                      |  |
| Ivan III Vsil'evič              |                        |                            |                          |  |  |       |  |  | Vasilij II Vsil'evič |  |  |                      |  |
|                                 |                        | Maria Jaroslavna           | Jaroslav Vladimirovič    |  |  |       |  |  |                      |  |  |                      |  |
|                                 |                        | Maria Jaroslavna           | Jaroslav Vladimirovič    |  |  |       |  |  |                      |  |  |                      |  |
|                                 |                        | Maria Jaroslavna           | Maria Fëdorovna Koškina  |  |  |       |  |  |                      |  |  |                      |  |
| Vasilij III Ivanovič            |                        | Maria Jaroslavna           |                          |  |  |       |  |  |                      |  |  |                      |  |
|                                 |                        | Tommaso Paleologo          | Manuele II Paleologo     |  |  |       |  |  |                      |  |  |                      |  |
|                                 |                        | Tommaso Paleologo          | Manuele II Paleologo     |  |  |       |  |  |                      |  |  |                      |  |
|                                 |                        | Tommaso Paleologo          | Elena Dragaš             |  |  |       |  |  |                      |  |  |                      |  |
| Sofia Paleologa                 |                        | Tommaso Paleologo          |                          |  |  |       |  |  |                      |  |  |                      |  |
|                                 |                        | Caterina Dzakkarija        | Centurione II Dzakkarija |  |  |       |  |  |                      |  |  |                      |  |
|                                 |                        | Caterina Dzakkarija        | Centurione II Dzakkarija |  |  |       |  |  |                      |  |  |                      |  |
|                                 |                        | Caterina Dzakkarija        | Creusa Tocco             |  |  |       |  |  |                      |  |  |                      |  |
| Ivan IV Vasil'evič il Terribile |                        | Caterina Dzakkarija        |                          |  |  |       |  |  |                      |  |  |                      |  |
|                                 | Lev Borisovič Glinskij | Boris Ivanovič Glinskij    |                          |  |  |       |  |  |                      |  |  |                      |  |
|                                 | Lev Borisovič Glinskij | Boris Ivanovič Glinskij    |                          |  |  |       |  |  |                      |  |  |                      |  |
|                                 | Lev Borisovič Glinskij | vedova di Ivan Koributovič |                          |  |  |       |  |  |                      |  |  |                      |  |
| Vasilij L'vovič Glinskij        | Lev Borisovič Glinskij |                            |                          |  |  |       |  |  |                      |  |  |                      |  |
|                                 |                        | ...                        | ...                      |  |  |       |  |  |                      |  |  |                      |  |
|                                 |                        | ...                        | ...                      |  |  |       |  |  |                      |  |  |                      |  |
|                                 |                        | ...                        | ...                      |  |  |       |  |  |                      |  |  |                      |  |
| Elena Vasil'evna Glinskaja      |                        | ...                        |                          |  |  |       |  |  |                      |  |  |                      |  |
|                                 |                        | Stefan Jakšič              | ...                      |  |  |       |  |  |                      |  |  |                      |  |
|                                 |                        | Stefan Jakšič              | ...                      |  |  |       |  |  |                      |  |  |                      |  |
|                                 |                        | Stefan Jakšič              | ...                      |  |  |       |  |  |                      |  |  |                      |  |
| Anna Stefanovna Jakšič          |                        | Stefan Jakšič              |                          |  |  |       |  |  |                      |  |  |                      |  |
|                                 |                        | Milica Bel'muševna         | Bel'muš?                 |  |  |       |  |  |                      |  |  |                      |  |
|                                 |                        | Milica Bel'muševna         | Bel'muš?                 |  |  |       |  |  |                      |  |  |                      |  |
|                                 |                        | Milica Bel'muševna         | ...                      |  |  |       |  |  |                      |  |  |                      |  |
|                                 |                        | Milica Bel'muševna         |                          |  |  |       |  |  |                      |  |  |                      |  |

## Nell'arte

### Musica
A più riprese la musica colta ha attinto alle vicende del primo zar per la sua produzione. In particolare, si ricordano le opere:
- Ivan IV, composta da Georges Bizet nel 1863.
- La fanciulla di Pskov, composta da Nikolaj Rimskij-Korsakov tra il 1868 e il 1872.
- Ivan il Terribile, composta da Sergej Prokof'ev nel 1942.

### Cinema
Negli anni '40 del Novecento, Sergej Ėjzenštejn progettò una colossale trasposizione cinematografica della vita di Ivan IV, disegnandolo come l'eroe di un'epica nazionalista. Il progetto prevedeva una trilogia che si avvaleva anche delle musiche di Prokof'ev. Il primo film, Ivan il Terribile, Parte I, uscito nel 1944, ottenne l'approvazione di Stalin (e anche un Premio Stalin). Ma il seguito del film Ivan il Terribile, Parte II, conosciuto con il titolo La congiura dei boiardi  e girato nel 1946, non ottenne l'approvazione del governo e fu distribuito, postumo, solo nel 1958. Tutto il girato dell'ancora incompleto Ivan Groznyj III, iniziato nel 1947 ed interrotto per l'intervenuta morte di Ėjzenštejn, venne sequestrato e in gran parte distrutto (anche se rimangono ancora numerose scene filmate).

### Opere in italiano
- Casimiro Waliszewski, Ivan il Terribile, traduzione di M. I. Ussi, Milano, Corbaccio, 1930-1941.
  -  Casimiro Waliszewski, Ivan il Terribile, traduzione di Lodovico Marinoni, Collana Storica, Milano, Dall'Oglio, I ed. 1941.
- Ivan il Terribile, Lettere (con i commentari della Moscovia di Antonio Possevino), Centro Internazionale del libro, 1958.
- Manfred Hellmann, Ivan il Terribile, Collana storia e personalità n.6, Edizioni Paoline, 1970.
- Erich Donnert, La Russia degli Zar – Ascesa e declino di un impero [Die Russische Zarenreich – Aufstieg und Untergang einer Weltmacht], Genova, ECIG, 1998.
- Lettere e testamento di Ivan il Terribile, a cura di D. S. Lichacev e J. S. Lur'e, prefazione di Alessandro Ivanov, trad. Maria Olsufieva, Collana «I Cento Libri» n.32, Milano, Longanesi, 1972.
- Ivan il Terribile e J. Rokyta, Disputa sul protestantesimo. Un confronto tra ortodossia e riforma nel 1570, introd., versione e note di Laura Ronchi De Michelis, Torino, Claudiana Editrice, 1979.
- Robert Payne e Nikita Romanoff, Ivan il Terribile, Milano, Sugarco, 1981.
- Alexander Yanov, Le origini dell'autocrazia, il ruolo di Ivan il Terribile nella storia russa, Milano, Edizioni di Comunità, 1984, ISBN 88-245-0189-3.
- Patrizia Licini, La rotta di Nord-est, mercanti occidentali nella Moscovia di Ivan il Terribile, Milano, UNICOPLI, 1985, ISBN 88-7061-802-1.
- Henri Troyat, Ivan il Terribile, traduzione di Anna Silva, Collana La Storia, Milano, Rusconi, I ed. 1985; Bompiani, 2001.
- Laura Satta Boschian, La cultura e il potere. Da Ivan il Terribile a Sacharov, Roma, Studium, 1987, ISBN 88-382-3542-2.
- Gaetanio Platania, Un italiano alla corte di Ivan il Terribile: Raffaello Barberini, Udine, Del Bianco, 1988.
- Ivan il Terribile, Un buon governo nel regno. Il carteggio con Andrej Kurbskij, traduzione di e cura di Pia Pera, Collana Piccola Biblioteca n.447, Milano, Adelphi, 2000, ISBN 88-459-1527-1.
- Ricardo Ferrari (testi) e Carlos Gomez (disegni). Il Terribile. Roma, Eura Editoriale, 2001. Fumetto storico pubblicato su Skorpio dal n. 23 al 30, anno 2001.
- Vladimir Fédorovski, Il romanzo del Cremlino. Da Ivan il Terribile a Putin, Milano, Sonzogno, ISBN 88-454-1274-1.
- Nicholas V. Riasanovsky, Storia della Russia [A history of Russia], Bompiani Editore, 2001  [1984], ISBN 88-452-4943-3.
- Shelley Klein e Miranda Twiss, I personaggi più malvagi della storia, Roma, Newton & Compton, 2006, ISBN 88-541-0200-8.
- Isabel de Madariaga, Ivan il Terribile, traduzione di R. Fagetti, Collana Biblioteca di cultura storica, Torino, Einaudi, 2006, ISBN 978-88-06-17901-4.
- G. Gullino, G. Muto, E. Stumpo, Il mondo moderno, Roma, Monduzzi Editore, 2007.